# Bồ câu Hodgsonii
Columba hodgsonii là một loài chim trong họ Columbidae.